# Cirsium arachnoideum
Cirsium arachnoideum là một loài thực vật có hoa trong họ Cúc. Loài này được (M.Bieb.) M.Bieb. mô tả khoa học đầu tiên năm 1819.